# Trissolcus flavipes
Trissolcus flavipes är en stekelart som först beskrevs av Thomson 1860.  Trissolcus flavipes ingår i släktet Trissolcus, och familjen gallmyggesteklar. Arten är reproducerande i Sverige.